# سیارک ۴۲۶۱
سیارک ۴۲۶۱ (به انگلیسی: 4261 Gekko، نامگذاری:1989BJ) چهار هزار و دویست و شصت و یکمین سیارک کشف شده‌است که در ۲۸ ژانویه ۱۹۸۹ کشف شد.
قدر مطلق سیارک برابر ۱۲٫۵۰ است.